# ヤシン・ブラヒミ
ヤシン・ブラヒミ（アラビア語: ياسين إبراهيمي、Yacine Brahimi, 1990年2月8日 - ）は、フランス・パリ出身のサッカー選手。カタール・スターズリーグ・アル・ガラファ所属。アルジェリア代表。ポジションはFW。アルジェリアにルーツを持つ。

## 経歴

### クラブ
アルジェリア人の両親を持つ。パリで生まれ、モントルイユで育った。同じアルジェリア系のジネディーヌ・ジダンを目標とし、ストリートサッカーでサッカースキルを磨いた。1997年からASBモントルイユのユースチームに所属した。その後ブレーズ・マテュイディの目にとまり、2003年からクレールフォンテーヌ国立研究所に入学した。
2004年にパリ・サンジェルマンFCのユースチームに所属し、2006年にスタッド・レンヌのユースチームに移籍した。2009年7月3日、クレルモン・フットにレンタル移籍した。
2014年7月22日、FCポルトに移籍した。9月17日に行われたUEFAチャンピオンズリーグ 2014-15のFC BATEボリソフ戦でキャリア初のハットトリックを記録した。

### 代表
フランス代表として各年代の代表でプレーし、2009年にUEFA U-19欧州選手権、2010年にはトゥーロン国際大会に出場した。
だが2013年からはアルジェリア代表としてプレーしている。2014年6月22日の2014 FIFAワールドカップグループリーグ第2戦の韓国戦で代表初得点を挙げた。

## 所属クラブ
- スタッド・レンヌ 2009-2013

→ クレルモン・フット 2009-2010 (loan)
→ グラナダCF 2012-2013 (loan)
- グラナダCF 2013-2014
- FCポルト 2014-2019
- アル・ラーヤンSC 2019-

## 代表歴

### 出場大会
- アルジェリア代表
  - 2014 FIFAワールドカップ

### 試合数
- 国際Aマッチ 69試合 15得点（2013年-）[3]

| アルジェリア代表 | 国際Aマッチ | 国際Aマッチ |
| 年               | 出場        | 得点        |
| ---------------- | ----------- | ----------- |
| 2013             | 4           | 0           |
| 2014             | 11          | 4           |
| 2015             | 11          | 2           |
| 2016             | 5           | 1           |
| 2017             | 9           | 4           |
| 2018             | 5           | 0           |
| 2019             | 7           | 0           |
| 2020             | 4           | 0           |
| 2021             | 6           | 3           |
| 2022             | 4           | 0           |
| 2023             | 0           | 0           |
| 2024             | 3           | 1           |
| 通算             | 69          | 15          |

### 得点
2021年12月18日現在
| #  | 開催日         | 都市               | 対戦国             | スコア | 結果 | 試合概要                              |
| -- | -------------- | ------------------ | ------------------ | ------ | ---- | ------------------------------------- |
| 1  | 2014年6月22日  | ポルト・アレグレ   | 韓国               | 4–1    | 4–2  | 2014 FIFAワールドカップ               |
| 2  | 2014年9月6日   | アディスアベバ     | エチオピア         | 2–0    | 2–1  | アフリカネイションズカップ2015予選    |
| 3  | 2014年10月15日 | ブリダ             | マラウイ           | 1–0    | 3–0  | アフリカネイションズカップ2015予選    |
| 4  | 2014年11月15日 | ブリダ             | エチオピア         | 3–1    | 3–1  | アフリカネイションズカップ2015予選    |
| 5  | 2015年10月13日 | アルジェ           | セネガル           | 1–0    | 1–0  | 親善試合                              |
| 6  | 2015年11月17日 | ブリダ             | タンザニア         | 1–0    | 7–0  | 2018 FIFAワールドカップ・アフリカ予選 |
| 7  | 2016年3月25日  | ブリダ             | エチオピア         | 4–0    | 7–1  | アフリカネイションズカップ2017予選    |
| 8  | 2017年9月2日   | ルサカ             | ザンビア           | 1–2    | 1–3  | 2018 FIFAワールドカップ・アフリカ予選 |
| 9  | 2017年11月10日 | コンスタンティーヌ | ナイジェリア       | 1–1    | 1–1  | 2018 FIFAワールドカップ・アフリカ予選 |
| 10 | 2017年11月14日 | アルジェ           | 中央アフリカ共和国 | 1–0    | 3–0  | 親善試合                              |
| 11 | 2017年11月14日 | アルジェ           | 中央アフリカ共和国 | 2–0    | 3–0  | 親善試合                              |
| 12 | 2021年12月4日  | アル＝ワクラ       | レバノン           | 1–0    | 2–0  | 2021 FIFAアラブカップ                 |
| 13 | 2021年12月11日 | ドーハ             | モロッコ           | 1–0    | 2–2  | 2021 FIFAアラブカップ                 |
| 14 | 2021年12月18日 | アル・ホール       | チュニジア         | 2–0    | 2–0  | 2021 FIFAアラブカップ                 |

## タイトル
クラブ
ポルト
- プリメイラ・リーガ 2017-18
- スーペルタッサ・カンディド・デ・オリベイラ 2018

代表
- アフリカネイションズカップ 2019
- FIFAアラブカップ 2021

個人
- LFPアワード 最優秀アフリカ人選手賞 2013-14
- BBCアフリカ年間最優秀サッカー選手賞 2014